# Ольмето (кантон)
Ольмето (фр. Olmeto) — упразднённый в 2015 году кантон во Франции, находился в регионе Корсика, департамент Южная Корсика. Входил в состав округа Сартен. В 2015 году все коммуны кантоны перешли в новый кантон Сартенес-Валинко.
Код INSEE кантона — 2A30. Всего в кантон Ольмето входило 6 коммун, из них главной коммуной являелась Ольмето.

## Коммуны кантона
| Коммуна                | Население, чел. (2008) | Почтовый индекс | Код INSEE |
| ---------------------- | ---------------------- | --------------- | --------- |
| Арбеллара              | 133                    | 20110           | 2A018     |
| Виджанелло             | 565                    | 20110           | 2A349     |
| Ольмето                | 1 199                  | 20113           | 2A189     |
| Проприано              | 3 243                  | 20110           | 2A249     |
| Санта-Мария-Фиганьелла | 82                     | 20143           | 2A310     |
| Фоццано                | 192                    | 20143           | 2A118     |

## Население
Население кантона на 2008 год составляло 5456 человек.
| 1962  | 1968  | 1975  | 1982  | 1990  | 1999  | 2006 | 2007  | 2008  |
| ----- | ----- | ----- | ----- | ----- | ----- | ---- | ----- | ----- |
| 2 724 | 3 143 | 4 335 | 4 437 | 4 931 | 5 076 | —    | 5 414 | 5 456 |